# سوزانا لازوویچ
سوزانا لازوویچ (انگلیسی: Suzana Lazović؛ زادهٔ ۲۸ ژانویهٔ ۱۹۹۲) بازیکن هندبال اهل مونته‌نگرو است.